# Louge
Louge – rzeka we Francji, przepływająca przez teren departamentu Górna Garonna, o długości 100,1 km. Stanowi lewy dopływ rzeki Garonny.